# آيت عبد الله (أنفيفة)
آيت عبد الله هو دُوَّار يقع بجماعة نفيفة، إقليم شيشاوة، جهة مراكش آسفي في المملكة المغربية. ينتمي الدوّار لمشيخة أنفيفة التي تضم 22 دوار. يقدر عدد سكانه بـ 248 نسمة حسب الإحصاء الرسمي للسكان والسكنى لسنة 2004.

## وصلات خارجية
- البوابة الوطنية للجماعات الترابية
- المندوبية السامية للتخطيط